# Blois

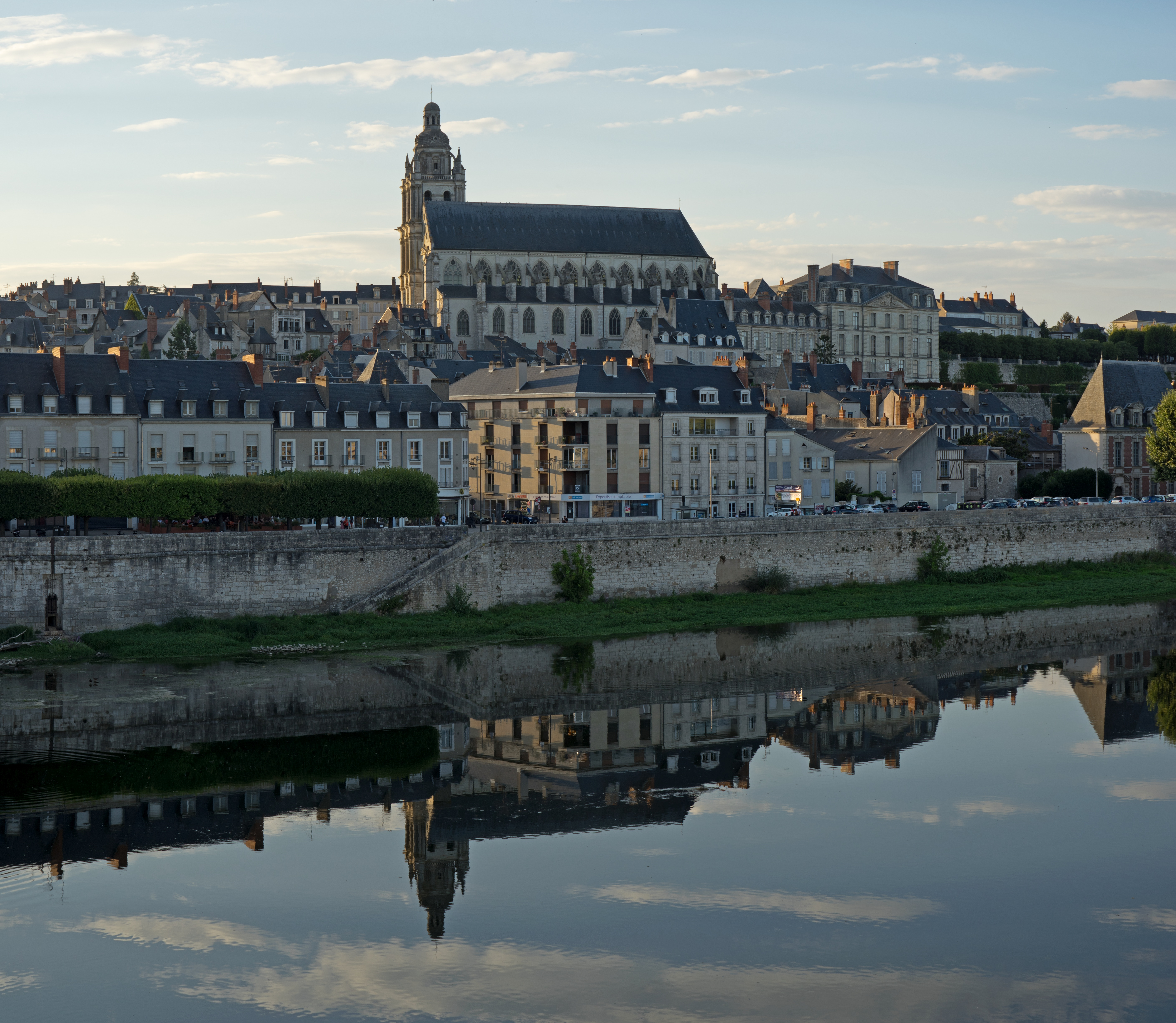
Blick von der Jacques-Gabriel-Brücke zur Altstadt mit Kathedrale Saint-Louis (Juli 2022)

Blois [blwa] ist eine französische Stadt und der Verwaltungssitz der Präfektur des Départements Loir-et-Cher in der Region Centre-Val de Loire. Die Stadt liegt an der Loire zwischen Orléans und Tours. Die Bevölkerung der Stadt beläuft sich auf 47.092 Einwohner (Stand 1. Januar 2022).
Das Schloss Blois, ein Château aus der Renaissance, das einst von König Ludwig XII. bewohnt wurde, befindet sich in der Stadtmitte. Eine weitere Sehenswürdigkeit ist die aus dem 18. Jahrhundert stammende Steinbrücke über die Loire. Viele Treppen durchziehen die Stadt, die auf mehreren Hügeln errichtet wurde. Im Westen der Stadt befindet sich der Forêt de Blois, ein Überbleibsel der großen Wälder, die sich einst in der Region erstreckten.

## Geschichte
Obwohl die Gegend bereits zur Zeit der Römer besiedelt war, wie noch vorhandene Ruinen (ein Aquädukt, Straßen u. a.) zeigen, wird Blois zum ersten Mal durch Gregor von Tours im 6. Jahrhundert als Blesae erwähnt. Bedeutung erlangte die Siedlung jedoch erst unter den Karolingern im 9. Jahrhundert, als sie Residenz einer Grafschaft (Pagus Blesensis, seit dem 15. Jahrhundert Blaisois) wurde. 1196 erhielt sie durch den Grafen Louis die Stadtprivilegien verliehen. Nachdem das Grafengeschlecht, dem auch Stephan von Blois, König von England (1135–54) angehörte, 1218 mit Theobald VI. im Mannesstamm erloschen war, kam Blois durch Heirat 1230 an das Haus Châtillon.
Die Grafen der Châtillon-Linie residierten in Blois häufiger als ihre Vorgänger. Sie ließen die ältesten Teile des Château im 13. Jahrhundert ausbauen. Guido II. verkaufte die Grafschaft Blois 1391 an den Herzog Ludwig von Orléans. Dieser und seine Gemahlin Valentina Visconti legten den Grundstein zur nachmals durch die Beute aus Mailand und Neapel bereicherten und berühmt gewordenen Bibliothek des Schlosses von Blois. 1429 errichtete Jeanne d’Arc in Blois die Basis ihrer Feldzüge des Entsatzheeres, um Orleans zu befreien. Nach seiner Gefangenschaft in England nahm Karl von Orleans 1440 Residenz im Château, wo 1462 sein Sohn, der spätere König Ludwig XII., geboren wurde. Dieser vereinigte die Grafschaft Blois 1498 mit der französischen Krondomäne.
Bis 1589 war Blois nun ständige Residenz der französischen Könige. Ludwig XII. und Franz I. vollzogen im Schloss wichtige Staatsakte, z. B. die Bündnisse mit Venedig am 15. April 1499 und 14. März 1513 sowie den Frieden mit Ferdinand dem Katholischen am 5. Dezember 1513. Ferner kam am 22. September 1504 der Vertrag von Blois zwischen Ludwig XII., dem römisch-deutschen König Maximilian I. und dessen Sohn, dem Erzherzog Philipp, zustande, wonach die französische Prinzessin Claude, falls Ludwig keine Söhne bekäme, dem für sie bestimmten Gemahl, dem nachmaligen Kaiser Karl V., Mailand, Genua, den Anspruch auf Neapel, ferner Bretagne, Blois und Burgund zubringen sollte. Doch dieser Vertrag wurde 1505 wieder aufgehoben.
Unter den Einwohnern der Stadt waren einstmals viele Calvinisten. In den Jahren 1562 und 1567 wurde Blois zum Schauplatz der Kämpfe zwischen den Anhängern Calvins und denen der katholischen Kirche. 1576 und 1588 wählte Heinrich III., König von Frankreich, Blois als Treffpunkt der Heeresführer aus. Im Dezember 1588 führte dies zur Ermordung von Heinrich, dem Herzog de Guise, und seinem Bruder, Ludwig, dem Kardinal und Erzbischof von Reims im Château. Nur kurze Zeit später folgte hier der Tod der Königinmutter, Katharina von Medici. Von 1617 bis 1619 lebte Maria von Medici, Gattin König Heinrichs IV., im Exil im Château, das nur kurze Zeit später von König Ludwig XIII. an seinen Bruder Gaston, den Herzog von Orleans, vergeben wurde, der dort bis zu seinem Tode 1660 lebte. Ludwig XIV. schenkte Blois seinem Bruder Philipp von Orléans.
Papst Innozenz XII. gründete 1697 das Bistum Blois, das 1801 unter Napoleon I. mit Orléans vereinigt, doch 1817 wieder errichtet wurde. Im April 1814 wurde Blois für eine kurze Zeit zum Sitz der Regentschaft von Marie Louise, der Gattin Napoleons I. Im Deutsch-Französischen Krieg wurde die Stadt am 13. Dezember 1870 nach einer kurzen Beschießung durch deutsche Truppen erobert und bis nach Abschluss des Präliminarfriedens besetzt gehalten. Um 1870 wurde in einem Wald bei Blois die bekannte Birnbaumsorte Alexander Lucas entdeckt.
Im September 1939 wurde das Camp de Blois-Silo als Centre de Rassemblement des Etrangers (C.R.E., Sammelstelle für Ausländer) für zuvor in Paris verhaftete Deutsche eröffnet.  Ernst Heidelberger, der in Paris im Exil lebende Buchhändler, Verleger, Herausgeber und Mitglied der Résistance, schrieb über seine Überführung nach Blois:

„Wie die Schafe sind wir hingegangen! Wir haben uns nicht vorstellen können, was uns erwartete. Wir dachten, dies sei eine Sammelstelle, wo man die Nazis von den Antifaschisten trennen würde. Nach und nach haben wir gemerkt, daß man es am meisten auf die Antifaschisten abgesehen hatte.“

Die Internierten seien in Blois in einem Zirkuszelt untergebracht worden, das für den Winter als Unterkunft völlig ungeeignet gewesen sei. Deshalb sei die Überstellung nach Villerbon erfolgt, wo als Unterkünfte Scheunen zur Verfügung gestanden hätten.:S. 223 Nach Michel Annet wurden die Internierten allerdings nicht nach Villerbon verbracht, sondern in die Lager Villemalard in Marolles und Francillon.
Laut der Fondation pour la mémoire de la déportation bestand während des Vichy-Regimes in den Jahren 1940 bis 1944 im Gefängnis von Blois, das auch als Maison de correction bekannt war, ein Internierungslager für gefangen genommene Widerstandskämpfer. Nach der Organisation AJPN - anonymes, Justes et persécutés durant la période nazie dans les communes de France handelte es sich um 28 in Hochsavoyen verhaftete Personen, die überwiegend aus dem Gefängnis Saint-Paul in Lyon, aus Grenoble oder aus Chambéry nach Blois verlegt worden waren.
Blois wurde während des Zweiten Weltkrieges von der deutschen Wehrmacht vom 18. Juni 1940 an besetzt. Die Befreiung durch die U.S. Army gelang in den letzten beiden Augustwochen 1944. Bei den Gefechten musste die Stadt mehrere Tage des Bombenhagels über sich ergehen lassen.

## Bevölkerungsentwicklung
| Jahr                       | 1962   | 1968   | 1975   | 1982   | 1990   | 1999   | 2006   | 2019   |
| Einwohner                  | 33.838 | 42.264 | 49.778 | 47.243 | 49.318 | 49.171 | 48.487 | 45.898 |
| Quellen: Cassini und INSEE |        |        |        |        |        |        |        |        |

## Politik

### Wappen
Beschreibung: „In Gold ein blaues Schildlein, darin eine goldene Lilie, rechts gehalten von einem rot bewehrten schwarzen Stachelschwein mit rotem Halsband, links von einem rot bewehrten, schwarzen Wolf.“
Symbolik:  Das Stachelschwein ist die Bilddevise von Ludwig XII. Es ist als Fensterschmuck im Schloss von Blois in weißer und laufender Darstellung mit goldenem Zierhalsband und goldener Krone auf dem Rücken verewigt.

### Partnerstädte
Blois ist mit acht Städten partnerschaftlich verbunden:
- Waldshut-Tiengen in Deutschland, seit 30. Juni 1962
- Lewes im Vereinigten Königreich, seit 30. Juni 1963
- Weimar in Deutschland, seit 18. Februar 1995
- Sighișoara (Schäßburg) in Rumänien, seit 18. November 1995
- Urbino in Italien, seit 1. Mai 2003
- Huế in Vietnam, seit Mai 2007
- Cáceres in Spanien, seit Juni 2009
- Azrou in Marokko, seit 13. Juli 2011

## Kultur und Sehenswürdigkeiten

### Schloss und Altstadt

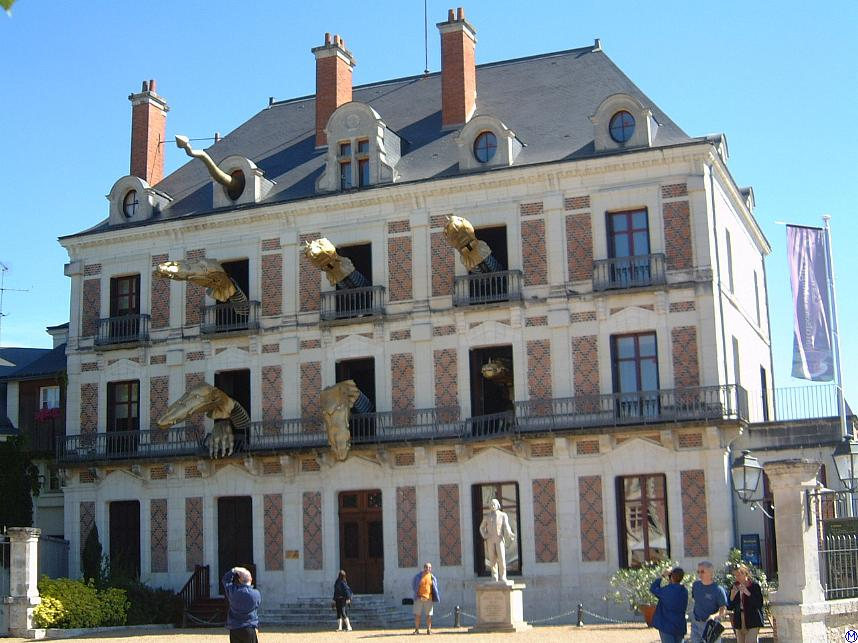
Maison de la Magie

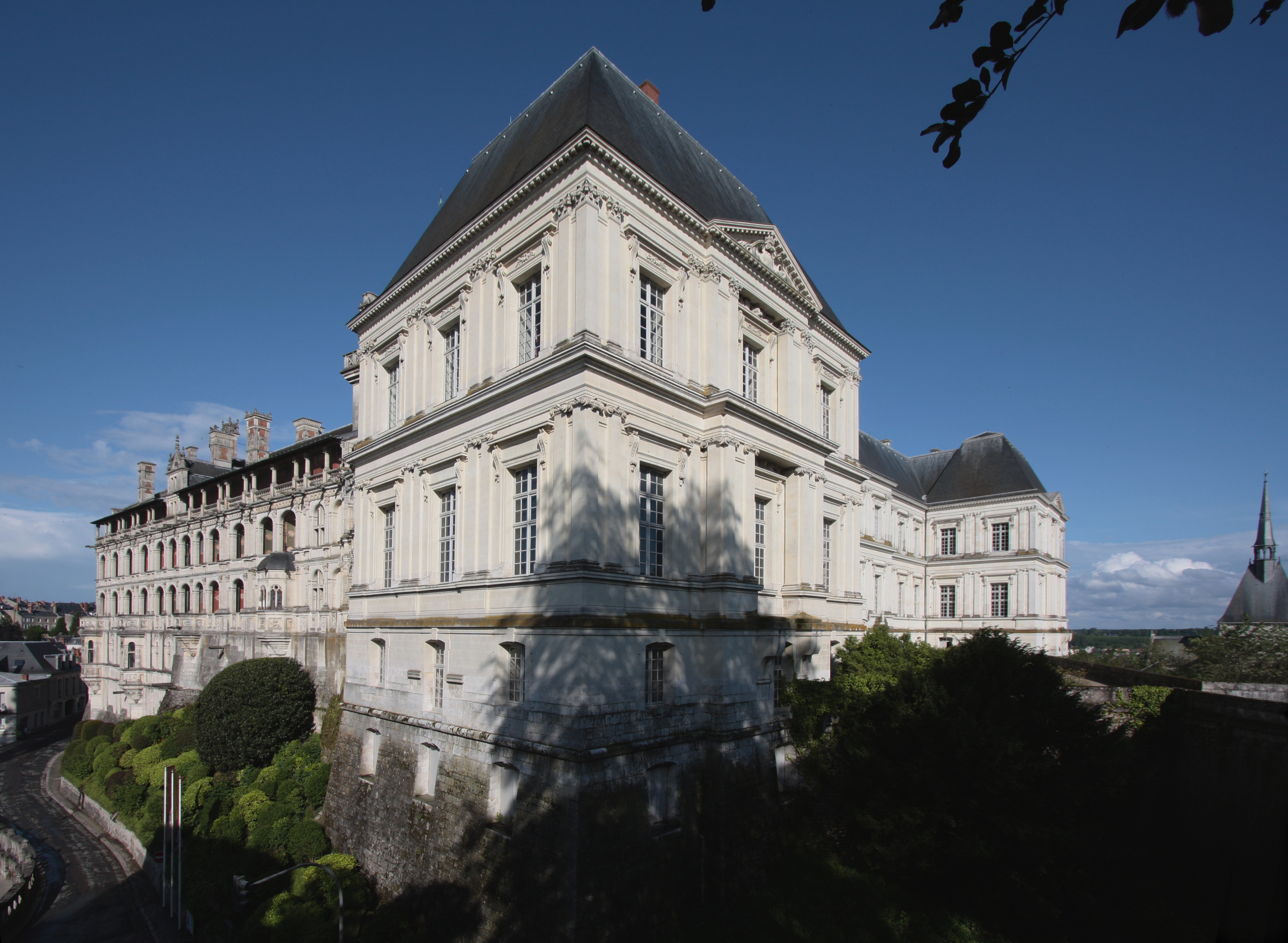
Schlossblick

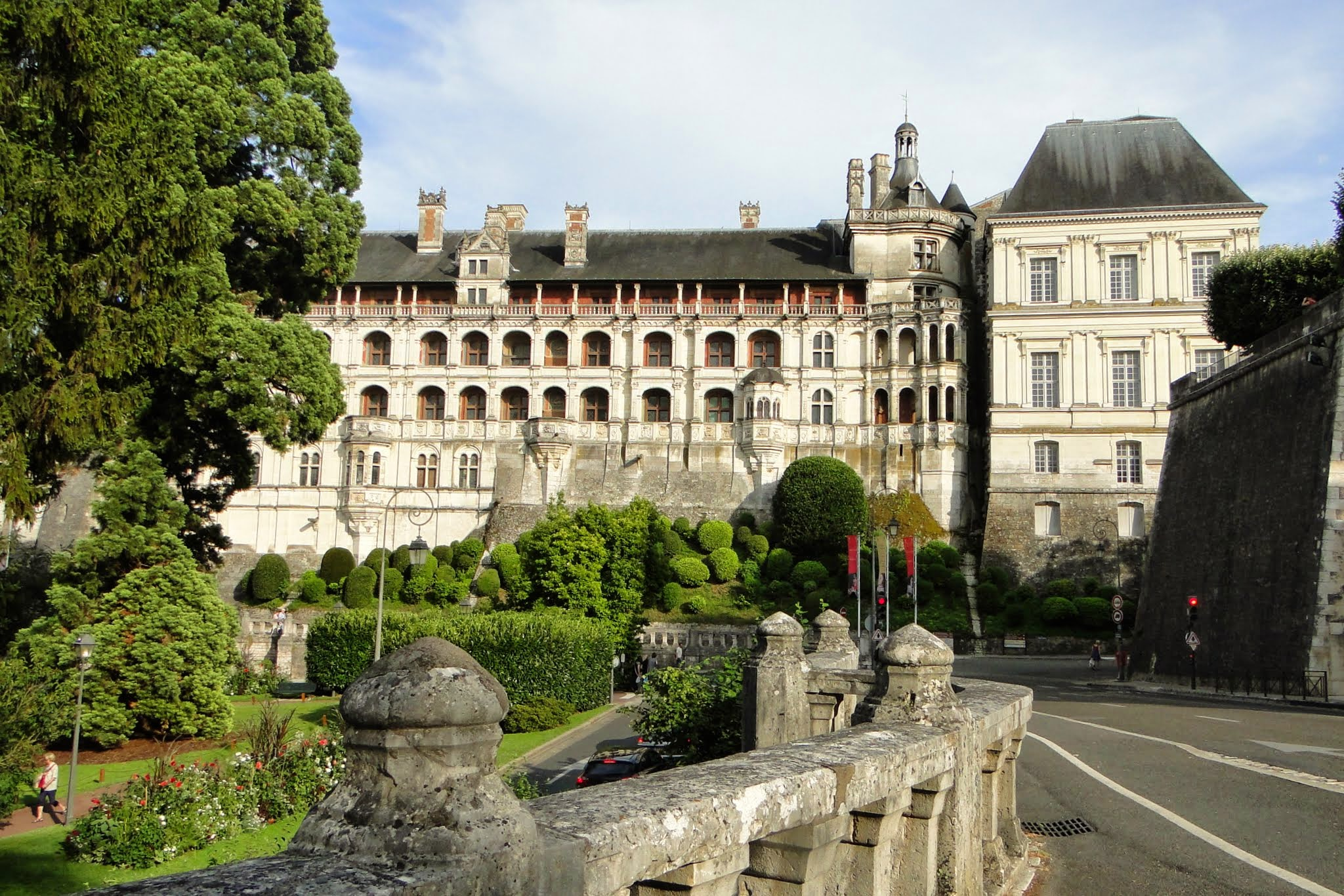
Château de Blois (Westfassade)

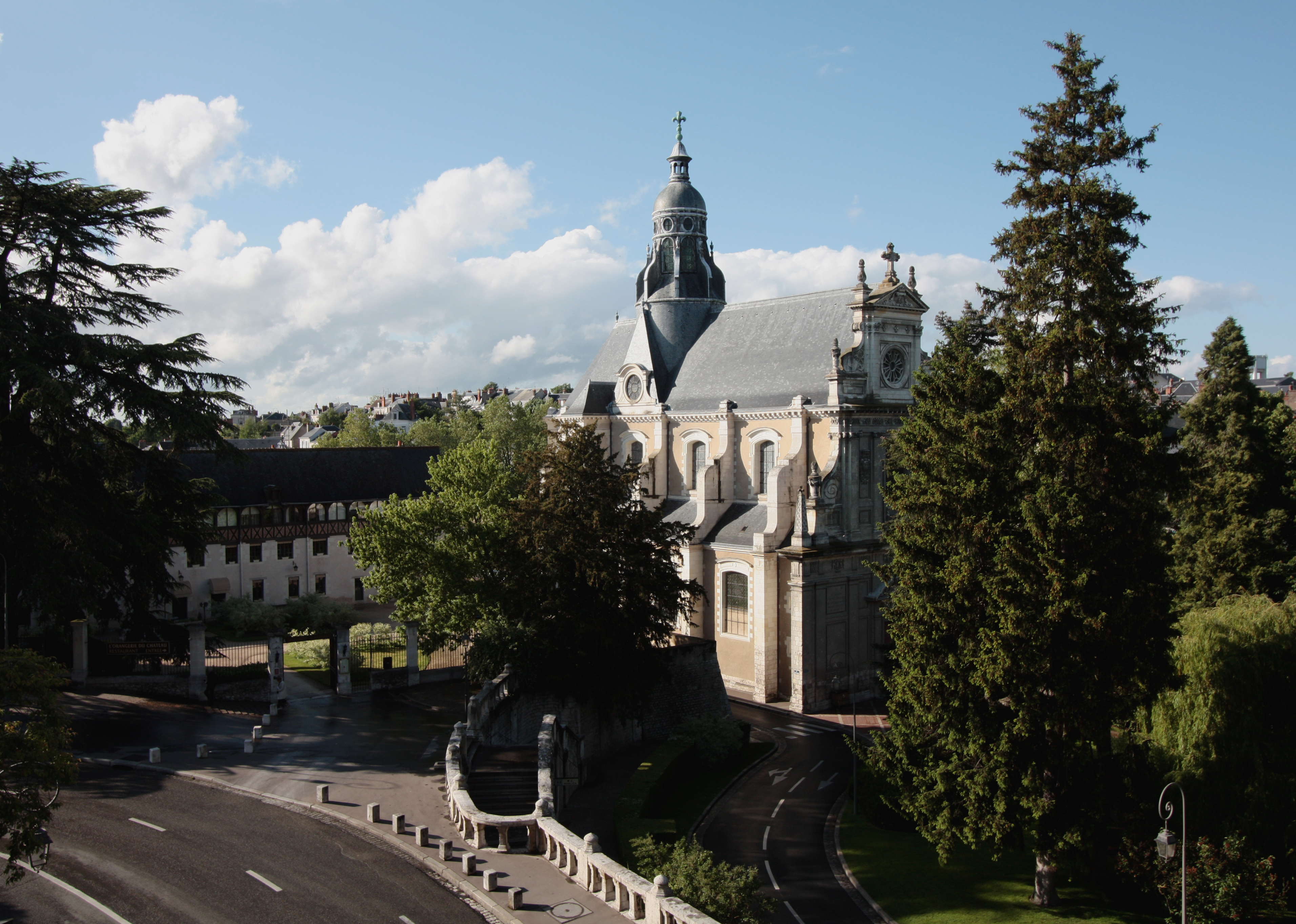
Kirche Saint-Vincent-de-Paul; links davon die ehemalige Orangerie

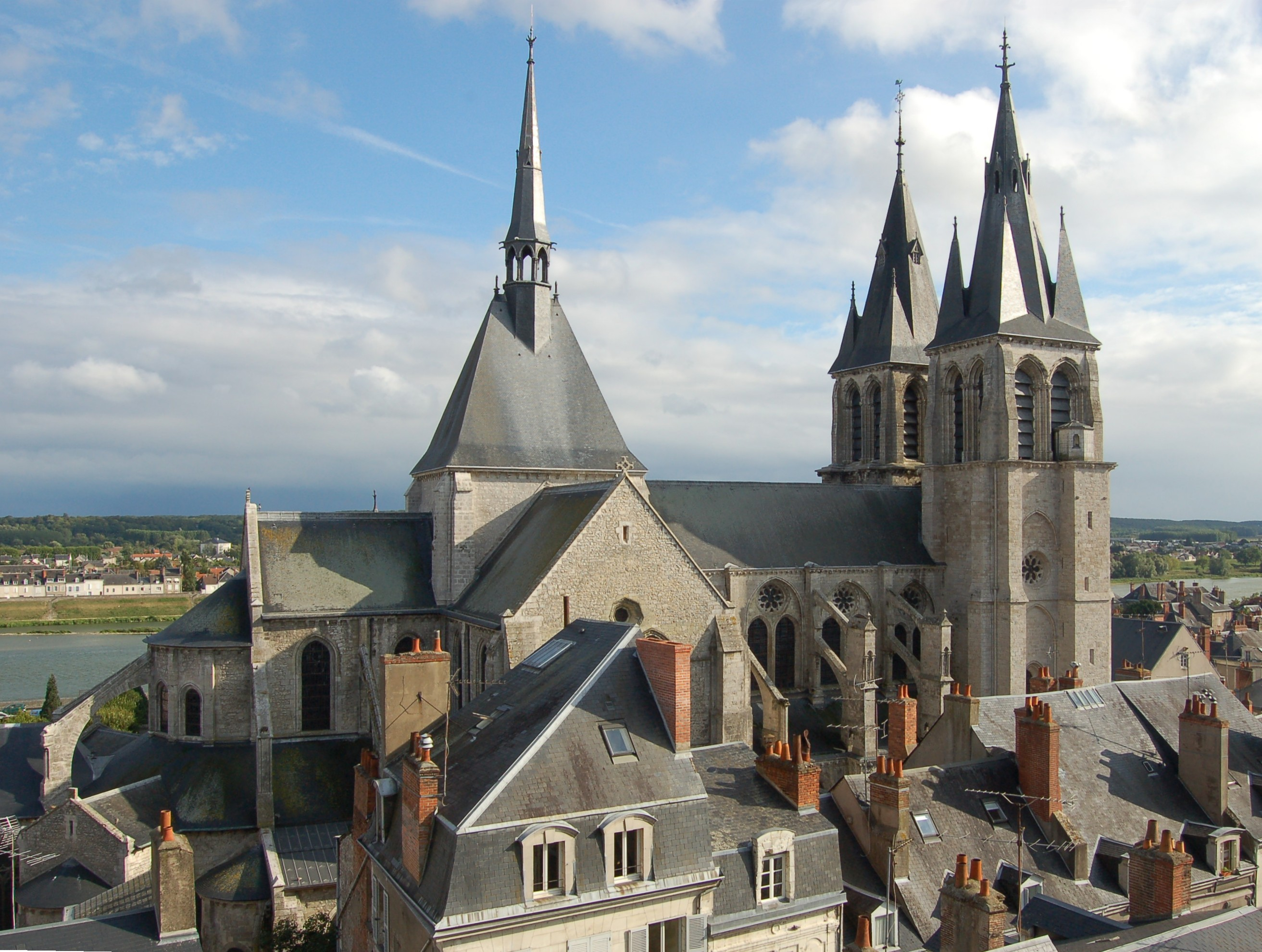
Église Saint-Nicolas

#### Maison de la Magie
Auf dem Weg vom Schloss in die Altstadt passiert man am Ende des Place du Chateau vor dem Schloss das Maison de la Magie Robert-Houdin. Es ist ein dem Magier Robert Houdin gewidmetes Museum, das eine Einführung in die Geschichte der Zauberei bietet und zugleich auch das Nationale Konservatorium für Zauberkunst ist. Als eine der Hauptattraktionen des Museums streckt ein furchterregender Drache alle Stunde seine computergesteuerten sechs Köpfe zu den Fenstern des Hauses hinaus. Zur vollen Stunde öffnen sich Fenster, rote Augenpaare beginnen im Dunkeln dahinter zu glühen. Zwei Balkongitter werden von Drachentatzen heruntergerissen und ein gigantischer sechsköpfiger Drache steckt seine überdimensionalen Köpfe aus den Fensteröffnungen. Das Spektakel dauert nur fünf Minuten. Danach zieht sich das Monstrum zurück. Die Balkongitter richten sich wieder auf und das Haus sieht wieder völlig harmlos aus.

#### Schlossgärten
Auf dem ansteigenden Gelände neben dem Schloss breiteten sich einst die Gärten Ludwigs XII. aus. Davon ist nur eine Terrasse oberhalb des Place Victor Hugo mit dem Jardin des simples et des fleurs royales, dem „Königlichen Heilkräuter- und Blumengarten“, übriggeblieben. Von hier sind zu sehen: der Pavillon Anne-de-Bretagne, die Kirche Saint-Vincent-de-Paul und der Place Victor-Hugo. Rechter Hand befindet sich das Schloss und man blickt auf die Außenfassaden der beiden Flügel Franz I. und Gaston d’Orleans. Dahinter sind die spitzen Türme von Saint-Nicolas zu sehen.

#### Pavillon Anne-de-Bretagne
Der Pavillon Anne-de-Bretagne stammt aus dem 16. Jahrhundert. Der kleine, aus Natur- und Backstein bestehende Bau mit hohem Schieferdach war ursprünglich das Belvedere der Gartenanlage. Die mit Maßwerk verzierte steinerne Balustrade zeigt die Initialen Ludwigs XII. und seiner Gemahlin Anna von Bretagne.
An den Pavillon schließt sich längs der Avenue Jean-Laigret in Richtung der Kirche Saint-Vincent-de-Paul ein langer Fachwerkbau an, der ebenfalls unter Ludwig XII. errichtet worden ist und später als Orangerie diente.

#### Kirche Saint-Vincent-de-Paul
Die im 17. Jahrhundert im sogenannten Jesuitenstil erbaute Kirche Saint-Vincent steht an der Nordseite des Place Augustin-Thierry. Gegenüber befindet sich die Loggienfassade des Schlosses mit ihren beiden, vom Belvedere-Hof im Vatikan inspirierten Laubengeschossen. Über einem Burggraben liegt die Fassade des Gaston d’Orléans-Flügels auf der Rückseite der Schlossanlage.

#### Treppe Denis-Papin

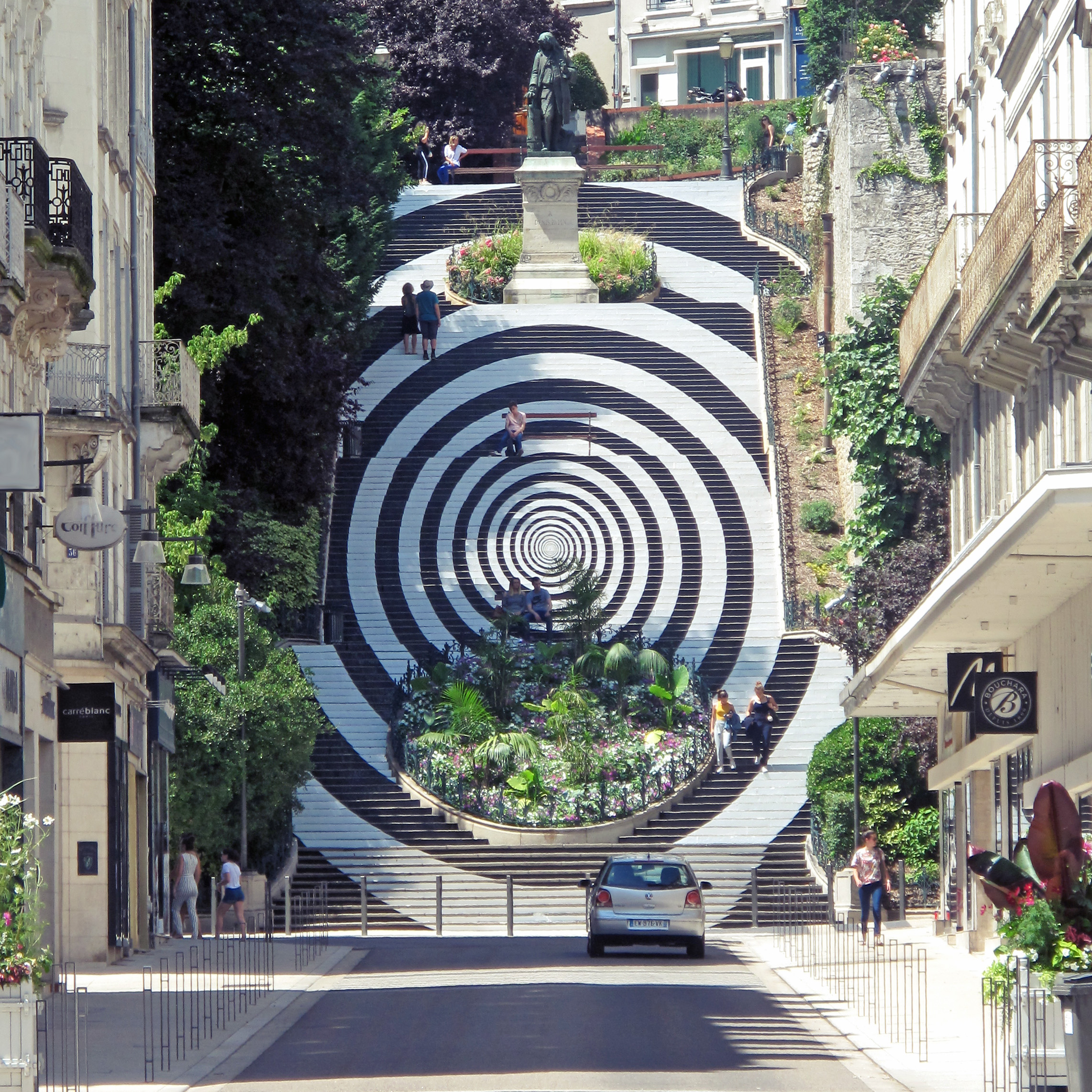
Gestaltung der Treppe Denis-Papin im Jahr 2018

Die Treppe mit 120 Stufen entstand  zwischen 1862 und  1865 als Abkürzung für Fußgänger. 2013 kam die Stadt auf die Idee, die elegant geschwungene Treppe teilweise auch mit Farbe zu gestalten. Seitdem wird sie mehrmals jährlich zur riesigen, begehbaren Leinwand mitten in der Stadt und natürlich zum begehrten Fotomotiv. Das nächste Motiv wird jeweils von den Einwohnern gespannt erwartet – und natürlich klicken auch die Fotoapparate der Touristen eifrig. Meist liefern lokale Ereignisse oder Events die Motive.

#### Kirche Saint-Nicolas
Die Kirche Saint-Nicolas ist eine ehemalige Abteikirche, die im 12. und 13. Jahrhundert von Benediktinermönchen gebaut worden ist, und die zu der Zeit S. Laumer hieß und nach dem heiligen Abt Laudomar († 594) benannt wurde. Der Chor, das Querschiff und das erste Joch wurden in den Jahren 1138 bis 1196 errichtet. Zu Beginn des 13. Jahrhunderts kamen die anschließenden Teile nach Westen hinzu. Während der Religionskriege wurde die Kirche beschädigt und die Abtei von den Protestanten zerstört. Beides wurde im Laufe des 17. und 18. Jahrhunderts wieder aufgebaut. Die Abteigebäude dienten dann während der Französischen Revolution als Krankenhaus.
Saint-Nicolas ist eine vierjochige Basilika mit Doppelturm-Fassade, Querschiff und zweijochigem, von Kapellen begleiteten Umgangschor. Nur die Apsiskapelle wurde zu einem späteren Zeitpunkt, im 14. Jahrhundert, angefügt. So konnte sich die kurze Bauzeit in einem weitgehend einheitlichen Erscheinungsbild niederschlagen. Und doch fand in den zwanzig Jahren zwischen den zwei Bauabschnitten ein Übergang vom romanischen auf den gotischen Baustil statt. Was die Höhe der Joche und das Gesimse der hohen Fenster angeht, wird dieser Wandel durch die regelmäßigen horizontalen Linien des ganzen Baus gemäßigt.
Sehenswert sind die Kapitelle des Chores. Sie sind im antiken Korintherstil gehalten, geschmückt mit großen, teils gerollten, teils flachen Akanthusblättern; dazwischen sind jedoch auch Masken und stirnbietende Tierköpfe zu sehen.
Auch außen an der Abteikirche sind die zwei Bauperioden zu erkennen. Von der Schlossterrasse aus sieht man die großen Dächer der Kirche, die Strebepfeiler und die mit Schiefer bedeckten Turmspitzen. Die drei in der Breite ungleichen Eingangstore werden nach oben von einer durchgängigen Bogengalerie abgeschlossen. Darüber befindet sich ein Rosenfenster, und über der Fassade ist noch ein monumentaler Wasserspeier angebracht; ein zweiter ziert den Fuß des Treppenaufganges zum Schloss. Auf der Chorseite von Saint-Nicolas bilden Apsis, Querschiff, Langhaus sowie eine ganze Reihe dekorativer Türme und Laternen ein eindrucksvolles Ensemble.

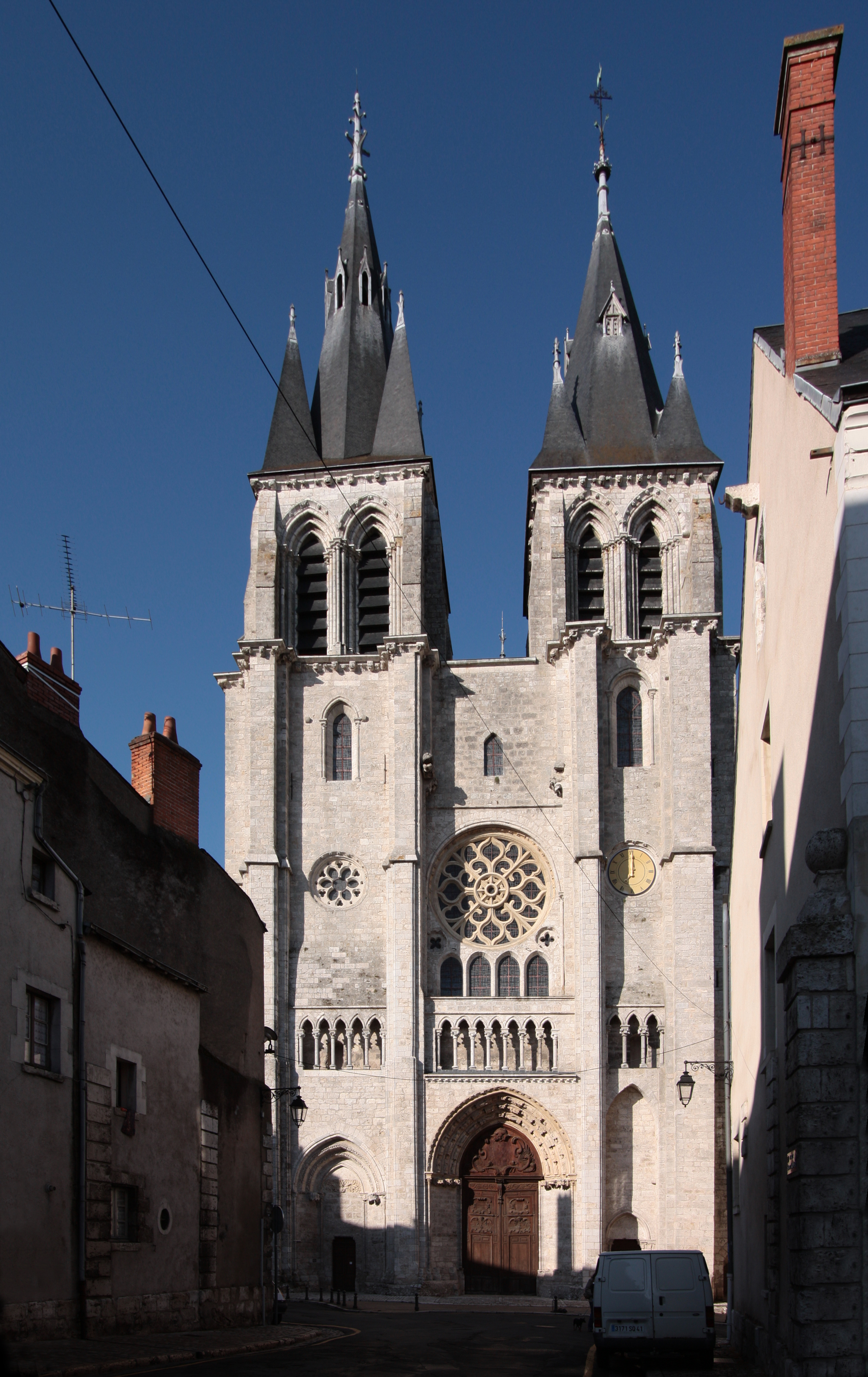
Westseite
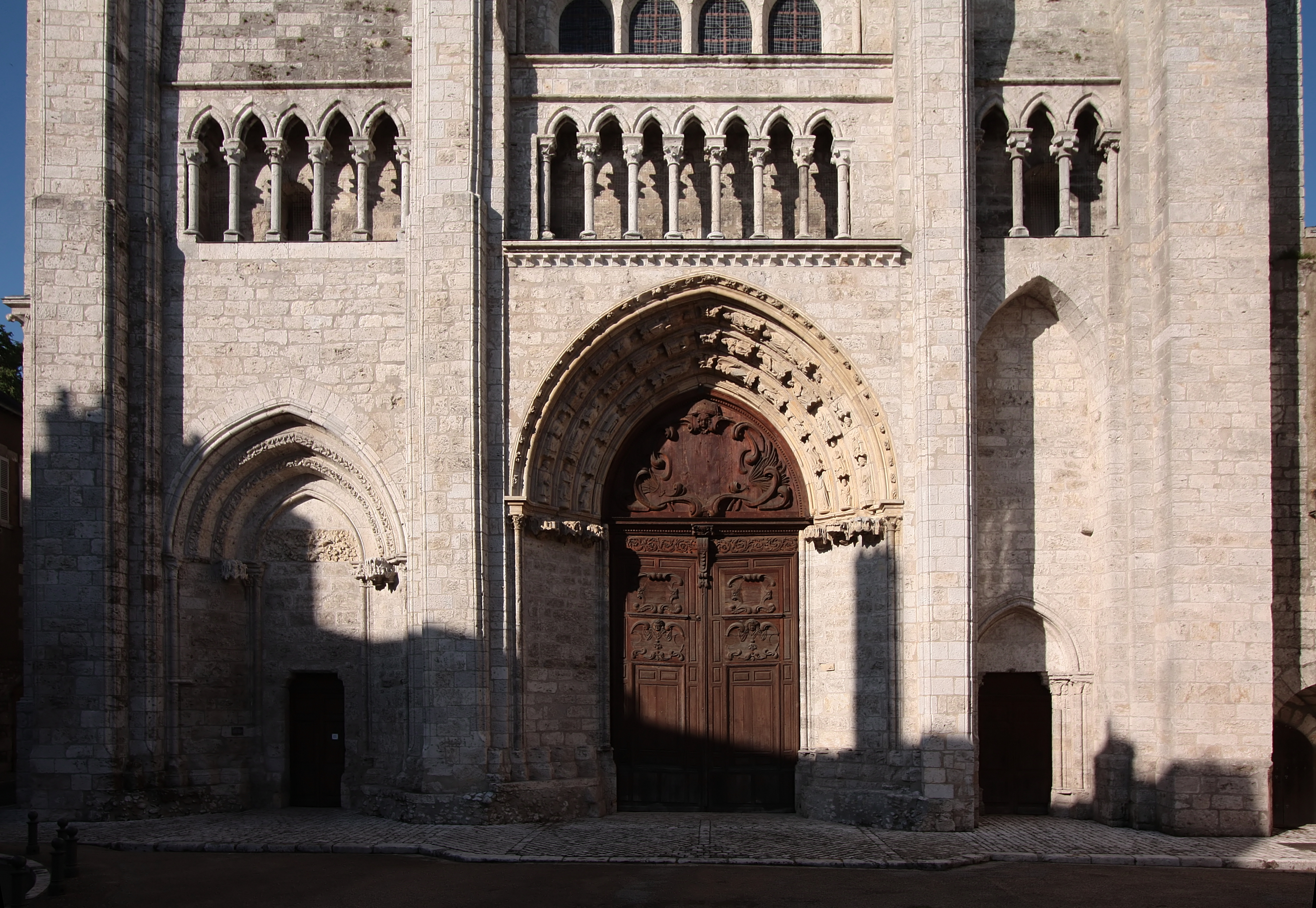
Hauptportal mit zwei Nebenportalen
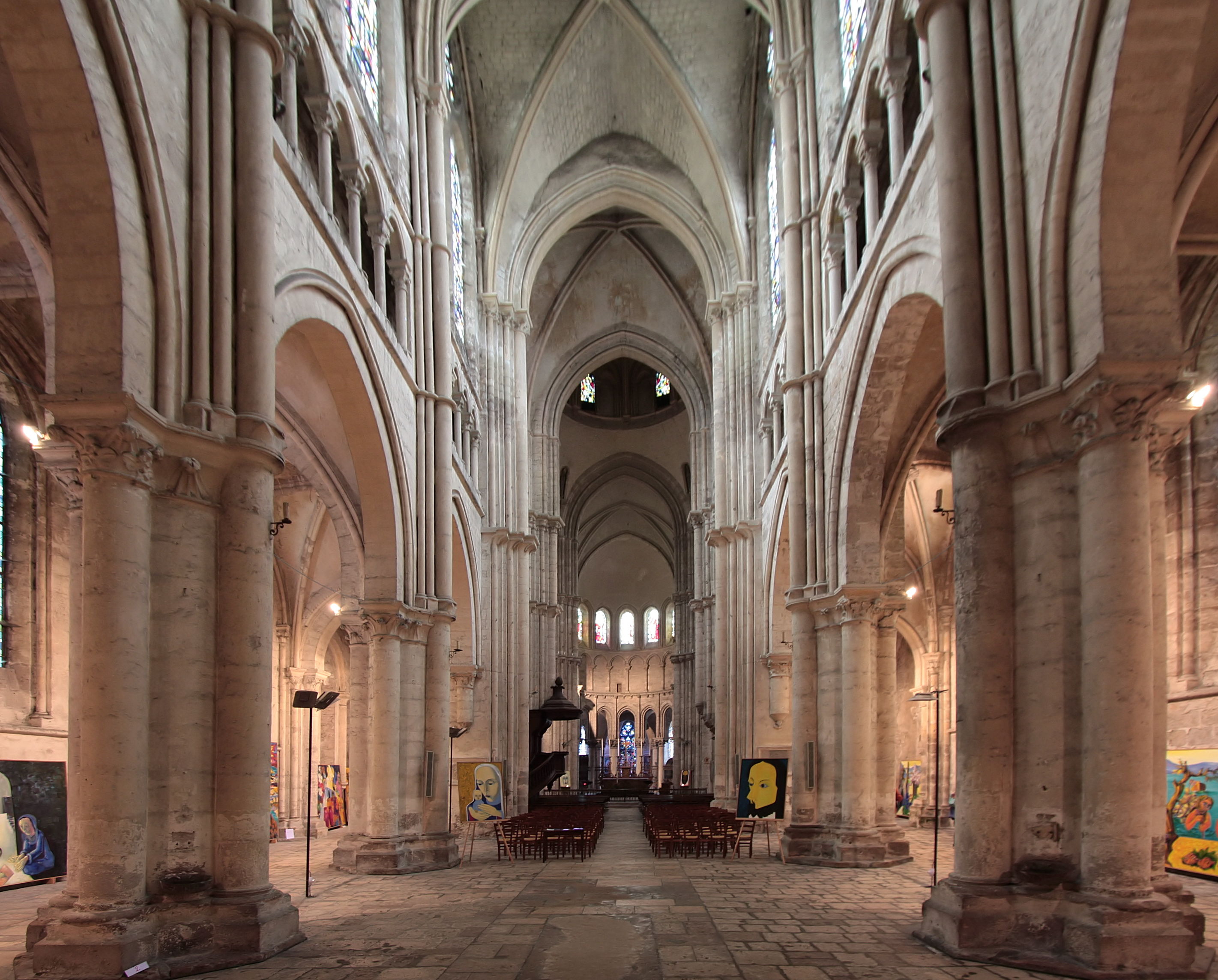
Mittelschiff
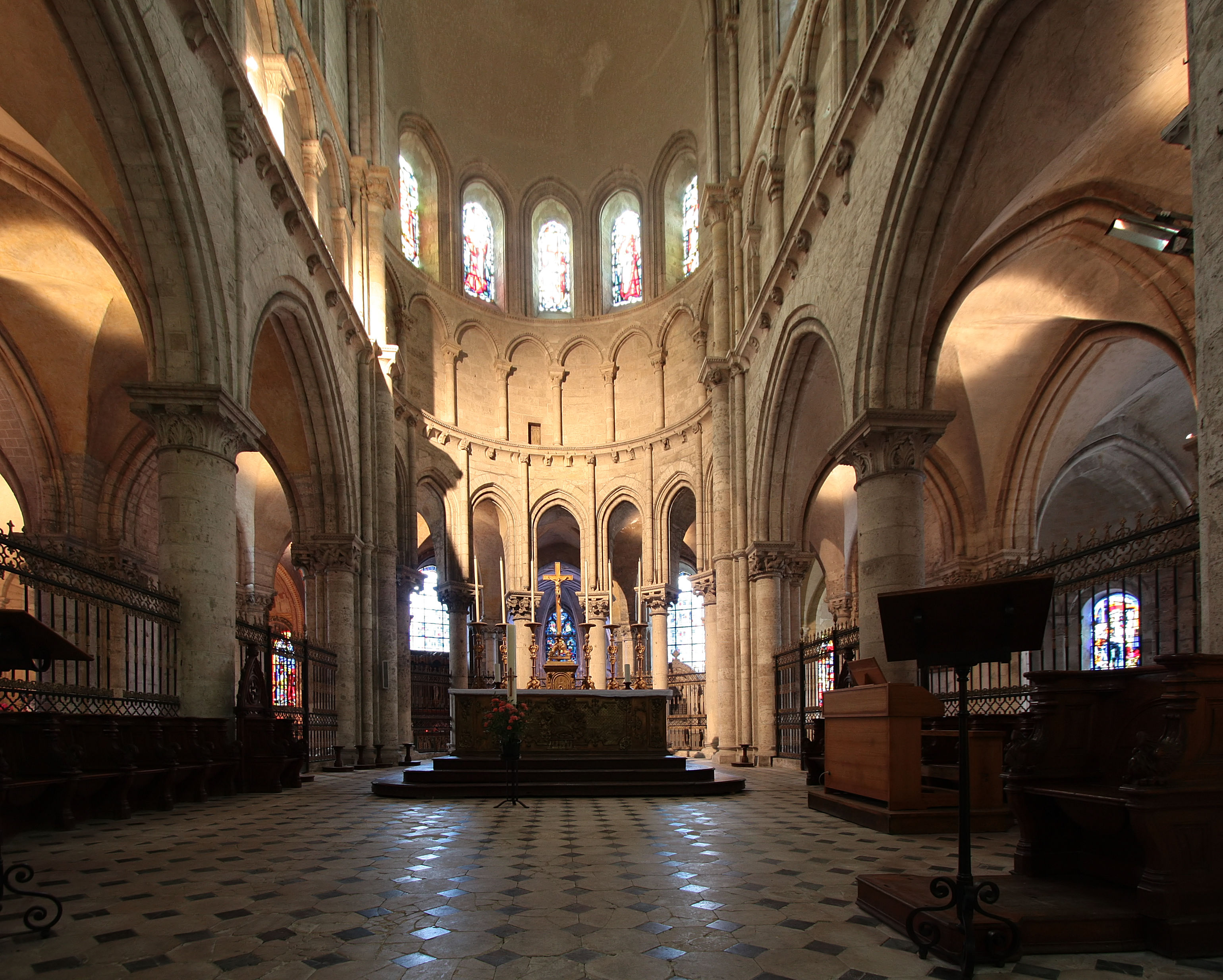
Chor und Apsis

#### Kathedrale Saint-Louis

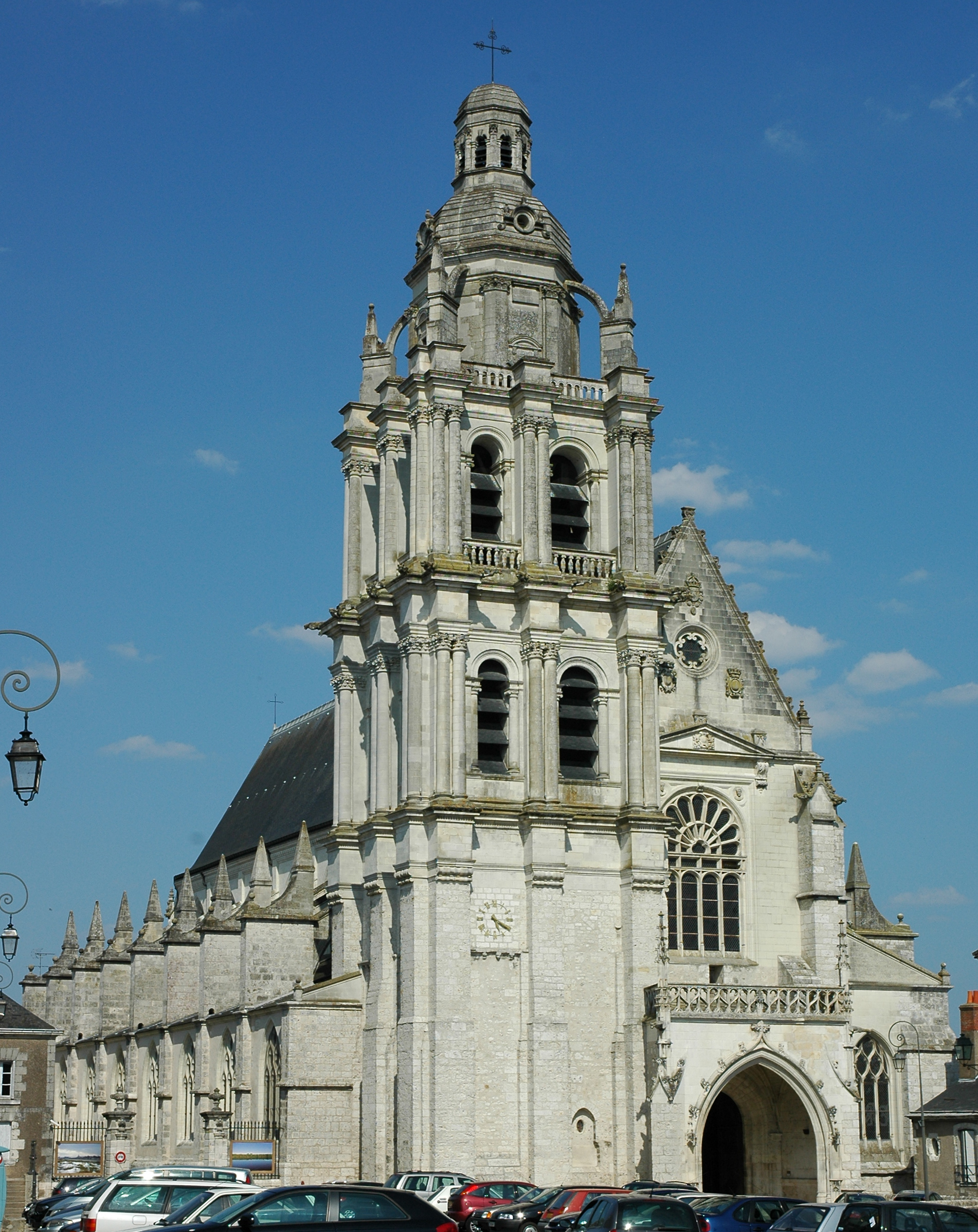
Kathedrale von Blois

Ähnlich dominierend wie das Schloss ist im Stadtbild die hochgelegene römisch-katholische Kathedrale Saint-Louis; Blois ist Bischofssitz seit 1697. Das Langhaus und der Renaissance-Turm stammen ursprünglich aus dem Jahr 1544. 1678 wurde jedoch das Langhaus von einem Orkan fast völlig zerstört. Nur der von schlanken Doppelsäulen gegliederte Turm blieb erhalten.
Der Wiederaufbau erfolgte im spätgotischen Stil zwischen 1680 und 1700 durch den Architekten Arnoult-Séraphin Poictevin († 1720). Die Marienkapelle wurde von Jules Potier de la Morandière im Jahr 1860 angebaut. Zur Einrichtung des Bischofssitzes und Erhebung der Kirche zur Kathedrale stiftete Ludwig XIV. im Jahr 1704 die Orgelempore.

### Kultur
Blois ist seit 1998 Veranstaltungsort des wichtigsten Geschichtsfestivals Frankreichs: Die Rendez-vous de l’histoire de Blois wurden vom damaligen Bürgermeister und Abgeordneten Jack Lang initiiert und finden jährlich im Oktober statt. Dort treffen sich regelmäßig bis zu 40.000 Historiker und Geschichtsinteressierte, um an Vorträgen, Podiumsdiskussionen, Filmvorführungen und weiteren Veranstaltungen teilzunehmen, darunter auch die größte französischsprachige Buchmesse für geschichtliche Titel, auf der etwa 200 Verlage ausstellen.
Die Stadt Blois bemüht sich, Ableger dieses Geschichtsfestivals in ihren Partnerstädten anzuregen; so finden beispielsweise in Deutschland seit 2009 die Weimarer Rendezvous mit der Geschichte statt.

## Verkehr und Infrastruktur
Von 1910 bis 1934 bedienten fünf Straßenbahnlinien die Stadt. Es bestanden auch einige Lokalbahnen, die das Umland erschlossen.
Blois hat einen Bahnhof an der seit 1847 bestehenden Bahnstrecke Paris–Bordeaux. Hier halten Züge des TER Centre-Val de Loire und Intercités.

## Bildung

### Schulen und Universitäten
- École nationale supérieure de la nature et du paysage (ENSNP)
- Institut national des sciences appliquées Centre-Val de Loire (INSA CVL) (anciennement ENIVL)
- Université de Tours, campus de Blois, licence et master informatique et Licence droit, économie et gestion mention droit
- Institut universitaire de technologie (IUT) de Blois
- Classes préparatoires scientifiques (MPSI et MP) au lycée Dessaignes[10]
- IFSI (institut de formation en soins infirmiers)
- INSPE Centre Val de Loire (Institut national supérieur du professorat et de l’éducation)
- École des techniques d’image et de communication (ETIC)
- BTS dans les lycées Augustin-Thierry, Camille-Claudel, François-Philibert-Dessaignes, La Providence et Lycée d’Hôtellerie et de Tourisme.

## Persönlichkeiten
- Etienne de Blois (1097–1154), König von England
- Ludwig XII. (1462–1515), König von Frankreich
- Renée de France (1510–1574), zweite Tochter von Ludwig XII. und Anne de Bretagne
- Paul Phélypeaux de Pontchartrain (1569–1621), Staatsmann
- Antoine de Boësset (1587–1643), Komponist
- Denis Papin (1647–1713), gilt als der Erfinder des Schnellkochtopfes
- François Baffard (1655–1726), wissenschaftlicher Genealoge
- Charles Maupas (1670–1625), Grammatiker
- Jean Eugène Robert-Houdin (1805–1871), Magier und Automatenkonstrukteur
- Wladimir René-François Guettée (1816–1892), orthodoxer Geistlicher und Kirchenhistoriker
- Édouard Blau (1836–1906), Librettist und Schriftsteller
- René Guénon (1886–1951), Metaphysiker und esoterischer Schriftsteller
- Robert Doutrebente (1893–1979), Autorennfahrer
- Victor Dillard (1897–1945), katholischer Geistlicher und Widerstandskämpfer gegen den Nationalsozialismus
- Eugène Trillaud (1907–1960), Autorennfahrer
- Philippe Ariès (1914–1984), Mediävist und Historiker
- Michel de Saint-Pierre (1916–1987), Schriftsteller
- Gilbert Chapron (1933–2016), Boxer
- Philippe Gondet (1942–2018), Fußballnationalspieler
- Bernard Bigot (1950–2022), Chemiker und Wissenschaftsmanager, Leiter des ITER-Projektes
- Éric Pécout (* 1956), Fußballspieler
- Mireille Perrier (* 1959), Film- und Theaterschauspielerin
- Cyril Morin (* 1962), Komponist
- Jean-Louis Agobet (* 1986), Kompostist
- Frédéric Sausset (* 1969), Unternehmer und Autorennfahrer
- Nicolas Vogondy (* 1977), Radrennfahrer
- Sonia Bompastor (* 1980), Fußballspielerin
- Aly Cissokho (* 1987), Fußballspieler
- Niro (* 1987), französisch-marokkanischer Rapper
- Élise Pellegrin (* 1991), französisch-maltesische Skirennläuferin
- Corentin Jean (* 1995), Fußballspieler
- Antonin Cartillier (* 2004), Fußballspieler